# Anett Pötzsch-Rauschenbach

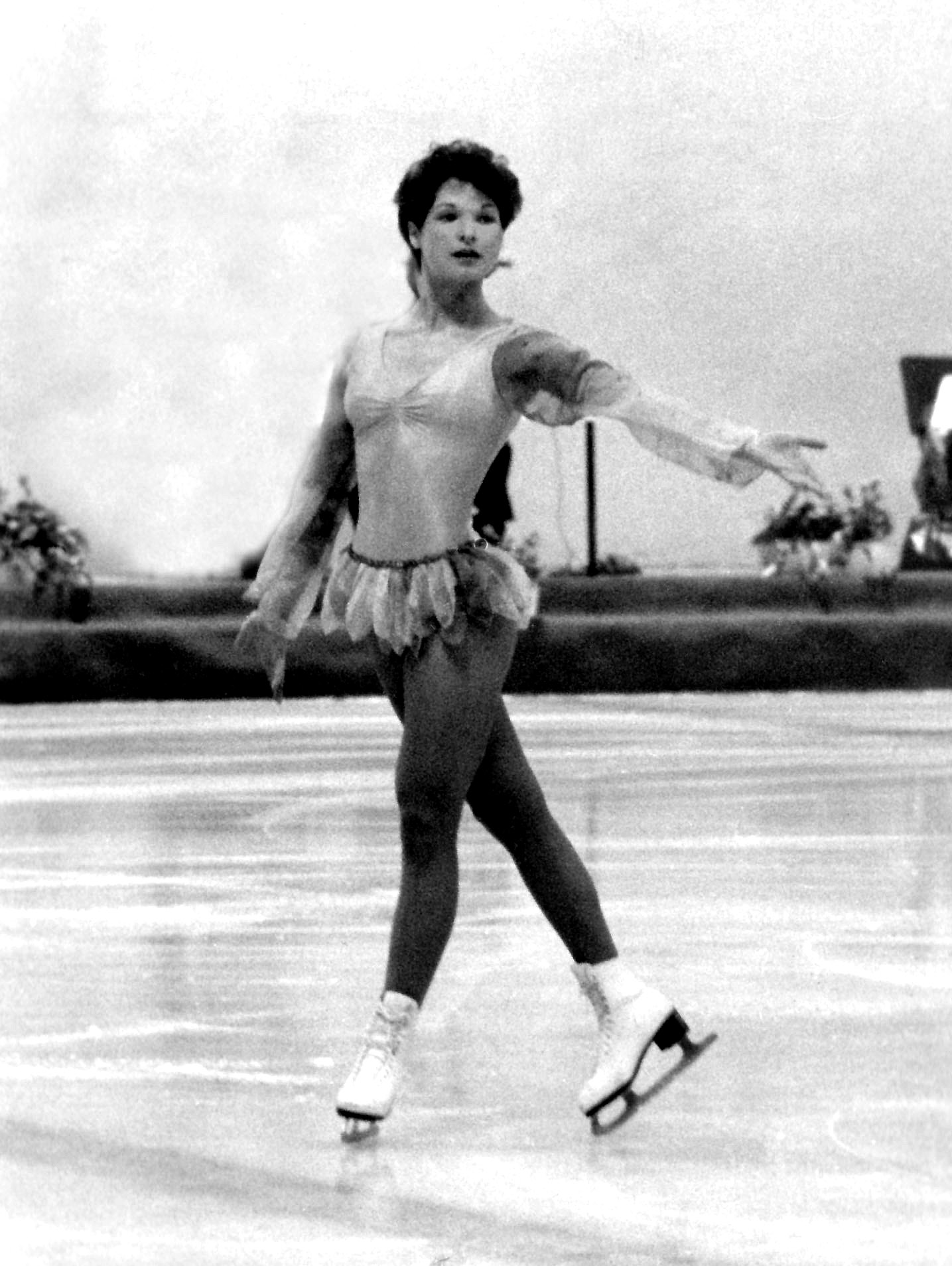
Anett Pötzsch-Rauschenbach

Anett Pötzsch-Rauschenbach (n. 3 septembrie 1960, Karl-Marx-Stadt, Germania) este o fostă patinatoare germană. Anett a început cariera sportivă în echpa RDG-ului, devine campioană olimpică la patinaj artistic în anul 1980 și campioană mondială în anii 1978 și 1980. Între anii 1977 - 1980 este deținătoarea titlului de campioană europeană. Ea a fost căsătorită cu Axel Witt, fratele Katarinei Witt  iar din această căsătorie are un copil. A doua oară s-a căsătorit cu fostul atlet Axel Rauschenbach. În prezent, Anett Pötzsch este antrenoare în Dresda.

## Palmares
| Jocurile Olimpice - Locul 4 1975/76 - Aur 1979/80 | Campionatul Mondial - Locul 4 1975/76 - Argint 1976/77 - Aur 1977/78 - Argint 1978/79 - Aur 1979/80 | Campionatul European - Locul 8 1972/73 - Locul 7 1973/74 - Bronz 1974/75 - Argint 1975/76 - Aur 1976/77 - Aur 1977/78 - Aur 1978/79 - Aur 1979/80 | Campionatul RDG - Bronz 1972/73 - Argint 1973/74 - Argint 1974/75 - Aur 1975/76 - Aur 1976/77 - Aur 1977/78 - Aur 1978/79 - Aur 1979/80 |